# ملس (إدلب)
قرية ملس قرية سورية تتبع ناحية أرمناز في منطقة حارم في محافظة إدلب. بلغ عدد سكانها 2,938 نسمة في عام 2004 حسب إحصاء المكتب المركزي للإحصاء.
تقع في الشمال الغربي لمحافظة إدلب وهي تقع على الطريق العام لمدينة أرمناز. وهى قرية رومانية قديمة تعود إلى الحكم الروماني حيث وجد فيها مجموعة من الآثار والقبور الرومانية عند سفح جبلها. يقسم الطريق الرئيسي القرية إلى قسمين شرقي على سفح جبل باريشا وغربي على سهل ممتد أمام الجبل، يبعد عنها الجبل الأعلى قرابة 3 كم غربا.